# You Forgot It in People
You Forgot It in People är det kanadensiska indierockbandet Broken Social Scenes andra album, utgivet 2002. Albumet blev deras genombrott och vann en Juno Award för bästa alternativa album.

## Låtlista
1. "Capture the Flag" – 2:08
2. "KC Accidental" – 3:50
3. "Stars and Sons" – 5:08
4. "Almost Crimes (Radio Kills Remix)" – 4:22
5. "Looks Just Like the Sun" – 4:23
6. "Pacific Theme" – 5:09
7. "Anthems for a Seventeen Year-Old Girl" – 4:35
8. "Cause = Time" – 5:30
9. "Late Nineties Bedroom Rock for the Missionaries" – 3:46
10. "Shampoo Suicide" – 4:05
11. "Lover's Spit" – 6:22
12. "I'm Still Your Fag" – 4:23
13. "Pitter Patter Goes My Heart" – 2:26